# The Howling 5 – Das Tier kehrt zurück
The Howling 5 – Das Tier kehrt zurück ist ein US-amerikanischer Horrorfilm von Neal Sundstrom aus dem Jahr 1989 und die vierte von sieben Fortsetzungen des Filmes Das Tier von 1981.

## Handlung
In Budapest 1489, wird eine in einem Schloss lebende Familie von einem Ehepaar geschlachtet, das dann Selbstmord begeht. Als der Mann jedoch im Sterben liegt, entdeckt er, dass ein Baby die Tortur überlebt hat.
1989 wird eine Personengruppe von einem mysteriösen Grafen zur Wiedereröffnung derselben Burg eingeladen. Die Gruppe besteht aus Gail Cameron, Marylou Summers, Jonathan Lane, David Price, dem Professor, Ray und Dr. Catherine Peake, die sich vorher alle noch nie gesehen haben. Abgesehen von ihnen halten sich auch die Mitarbeiter Peter und Susan im Schloss auf. Während der Mittagspause unterhält sich Jonathan Lane mit Marylou Summers über die Geschichte der Region, die vor 1000 Jahren von Wolfsrudeln terrorisiert wurde, die angeblich von Satan selbst kontrolliert wurden und tagsüber als Mann und nachts als Wolf in Erscheinung traten. Nach Angaben des Professors wurde das Schloss um diese Zeit gebaut und dann unerklärlicherweise aufgegeben. Als der Professor seltsamen Geräuschen nachgeht, stößt er auf einen Kerker, wo er schon bald angegriffen und getötet wird.
Am nächsten Morgen erklärt der Graf seinen Gästen, wie die mächtige Familie, die einst die Burg erbauen ließ, getötet wurde. Angesprochen auf das Verbleiben des Professor, zeigt der Graf etwas Unbehagen und versucht der Gruppe das Verschwinden des Professors zu erklären. In der kommenden Nacht drückt Gail gegenüber Ray aus, dass etwas nicht stimmen würde und wohl noch jemand im Schloss ist. Ungläubig sieht Ray nach und findet schließlich einen Geheimgang, von dem aus er sieht, wie Gail gerade von einem Werwolf angegriffen wird. Als Ray nach einigem Suchen den Ausgang findet, entdeckt er den leblosen Körper des Professors, wird dann aber auch überfallen und getötet. Als der Graf und die Gruppe das Verschwinden von Gail und Ray bemerken, bilden sie Suchtrupps, finden ebenfalls den Geheimgang, doch am Ende der Suchaktion fällt Jonathan einem Werwolf zum Opfer.
Allmählich beginnt die Gruppe zu vermuten, dass sie hierher gelockt wurden und sind überzeugt, dass der Graf der Mörder ist. Als sie den Grafen zur Rede stellen, verrät er ihnen, dass sie alle Nachkommen der Familie seien, der das Schloss einst gehörte und dass, seit deren gewaltsamen Tod, ein Werwolf hier seine Unwesen treiben würde. Dieser könne nur von einem anderen Verwandten vernichtet werden, denn einer von ihnen wäre ebenfalls ein Werwolf und der einzige, der den Werwolf im Schloss töten könne. Deshalb hätte er sie hierher geholt. Der Graf wird, gemeinsam mit seinen Angestellten Peter und Susan, im Verlies eingesperrt. Während die Gruppe sich darüber streitet, wie sie nun verfahren wollen, wird Anne Opfer des Werwolfes und auch wenig später Catherine. Peter tötet Susan versehentlich, bevor er von Marylou getötet wird. Sie erfährt vom Grafen, dass David besessen wäre und sich in den Werwolf verwandeln wird, wenn der Mond erscheint. Marylou glaubt dem Grafen nicht und erschießt ihn. Anschließend umarmen sich die beiden Überlebenden und David sagt zu Marylou, dass es keinen Werwolf geben würde. Marylou dreht allerdings ihren Kopf zum Himmel, als der Mond auftaucht, lächelte böse und offenbart sich als Werwolf.

## Kritik
Der Filmdienst urteilte, der Film biete „zahlreiche schlecht geschriebene und lustlos vorgetragene Dialoge“ und die Handlung sei „vorhersehbar[...]“.
Haiko Herden wertet auf seiner Kritiker-Webseitehaikosfilmlexikon.de: „Sehr gelungene, sehr gruselige Kulissen des alten Schloßes und eine einfach gestrickte, bodycountmäßige Story. Recht netter Film also, den man sich gerne antun kann, guter Schluß übrigens!!! Mit dem Original-Teil von Joe Dante hat das aber nichts mehr zu tun und kann auch nicht im geringsten mit diesem mithalten.“
Auf screenrant.com schrieb Michale Kennedy: „Es gibt hier weniger Werwolf-Action als in den meisten Howling-Filmen, aber die mysteriöse Handlung hält die Dinge interessant und die letzte Szene hat eine lustige Enthüllung.“

## Produktion
Die Dreharbeiten fanden in Ungarn statt.